# World Series Baseball (jeu vidéo, 1994)
Cet article concerne le jeu vidéo de 1994 sorti sur Mega Drive. Pour la série de jeux vidéo du même nom, voir World Series Baseball (série de jeux vidéo). Pour les articles homonymes, voir World Series Baseball.
Ne doit pas être confondu avec World Series Baseball (jeu vidéo, 1993), World Series Baseball (jeu vidéo, 1995) ou World Series Baseball (jeu vidéo, 2002).
World Series Baseball est un jeu vidéo de baseball sorti en 1994 et fonctionne sur Mega Drive. Le jeu a été développé par BlueSky Software puis édité par Sega.